# Акция „Мостове на изкуството“
 „Мостове на изкуството“ е емблематична акция на групата „ДЕ“ на Орлин Дворянов и Добрин Пейчев, осъществена през 1988 г. в коритото на Перловска река в София.
Акцията включва последователно разполагане на мобилна метална конструкция, наречена „Сито на светлината“ в близост до деветте моста между Военна академия и Националния дворец на културата. Конструкцията е изградена от девет оцветени в червено и синьо модула, подвижно свързани на принципа на висящите мостове. В продължение на няколко дни тя е местена и конфигурирана по различни начини в околомостовите зони в реката.
Идеята на авторите е не толкова да овладяват пространството физически, колкото да създават диалог с публиката, която да започне да участва активно в това, което правят. Концепцията, отразена в програмата им „Дело срещу преходността“ е свързана с три основни компонента: концептуална игра с понятието „светлина“; естетизация на градската среда, като активен социален компонент; работа с младите поколения, като възможност за продължение на тези идеи.
Акцията осезателно провокира интереса на столичани, предвид липсата на информация за подобни изяви по това време изобщо. Още преди реализациите авторите са задържани и разпитвани от органите на Държавна сигурност за намеренията им. „Предупредени“ са да не продължават започнатото. Въпреки това те осъществяват начинанието си.
„Мостове на изкуството“ е първата проява на градски акционизъм в историята на българското изобразително изкуство.